# High-bit-rate Digital Subscriber Line
 (décembre 2022).
Si vous disposez d'ouvrages ou d'articles de référence ou si vous connaissez des sites web de qualité traitant du thème abordé ici, merci de compléter l'article en donnant les références utiles à sa vérifiabilité et en les liant à la section « Notes et références ».

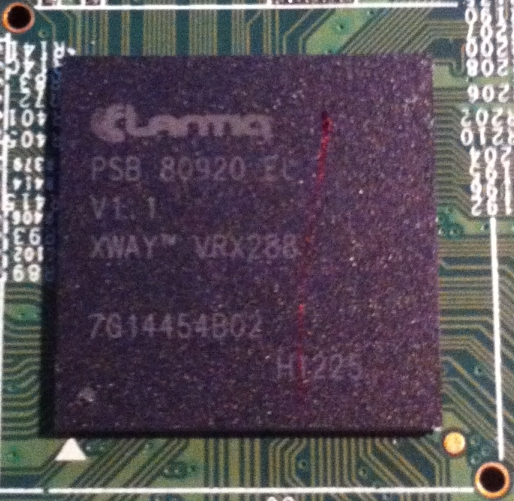
Un model HDSL de 1993.

HDSL (pour High-bit-rate Digital Subscriber Line soit Ligne d'abonné numérique à haut débit en français) est une technologie xDSL utilisant un code en ligne « 2B1Q », (famille d'ADSL). Elle est devenue un standard en 1994.

## Historique
L'HDSL a été développé aux États-Unis en 1993.